# Friedrich Karl I. zu Hohenlohe-Waldenburg-Schillingsfürst

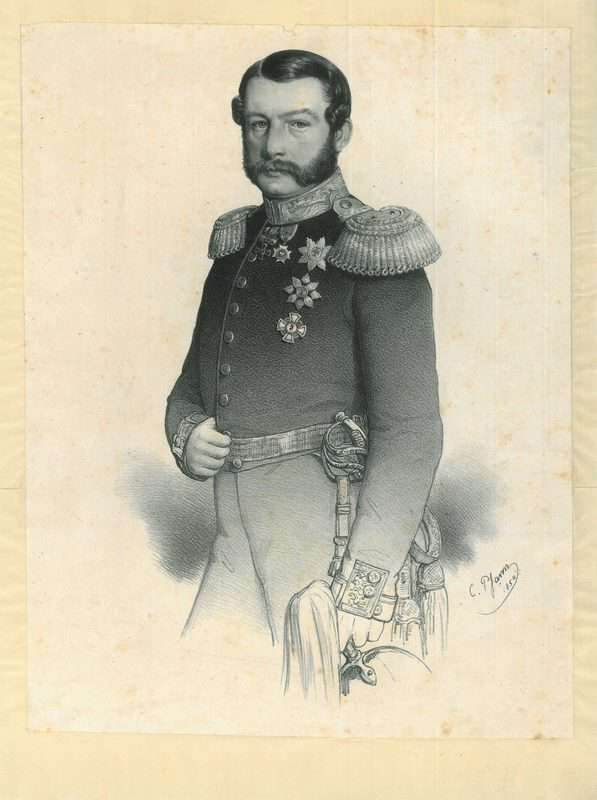
Fürst Friedrich Karl zu Hohenlohe-Waldenburg-Schillingsfürst

Friedrich Karl I. Joseph, Fürst zu Hohenlohe-Waldenburg-Schillingsfürst (* 5. Mai 1814 in Stuttgart; † 26. Dezember 1884 in Kupferzell) war ein Mitglied des Hauses Hohenlohe. Bis 1839 trug er den Titel Erbprinz und von 1839 bis 1884 den Titel Fürst. Er war in dieser Folge der 5. Fürst zu Hohenlohe-Waldenburg-Schillingsfürst.

## Leben
Friedrich war ein Sohn des Fürsten Karl Albrecht III. und dessen zweiter Gemahlin Leopoldine, Prinzessin zu Fürstenberg. Mit dem Abschied seines Vaters aus der Württembergischen Armee kam Friedrich mit seinen Eltern zum Hof seines Onkels Karl Egon II. Fürst zu Fürstenberg nach Donaueschingen. Von 1823 bis 1828 besuchte er das dortige Gymnasium. 1829 begann er an der Akademie in Genf zu studieren und setzte ab 1831 seine Studien an den Universitäten in Heidelberg und Tübingen fort. 1833 trat er als Leutnant in den österreichischen Militärdienst ein und kam zu den Kaiser-Nikolaus-Husaren in Pardubitz, trat dann aber in den diplomatischen Dienst über und war von 1835 bis 1837 Militärattaché der österreichischen Gesandtschaft in St. Petersburg. Im Herbst 1837 wurde er auf persönlichen Wunsch des Zaren Nikolaus I. dessen Flügeladjutant. In russischen Diensten machte er im Jahre 1838 zwei Feldzüge gegen die Tscherkessen im Kaukasus mit und erhielt vom Zaren als Auszeichnung für seine Tapferkeit einen goldenen Ehrensäbel.

## Württembergischer Standesherr
Friedrich folgte seinem Vater, der seine Rechte als Standesherr freiwillig abtrat, per Vertrag am 26. Dezember 1839 als Fürst zu Hohenlohe-Waldenburg-Schillingsfürst und württembergischer Standesherr. Bis zum Tod seines Vaters 1843 übte Friedrich zusätzlich das Seniorat des Vaters als Ältester des Gesamthauses Hohenlohe aus. Seine feste Residenz befand sich in Kupferzell, aber er verbrachte die beiden Jahre der Deutschen Revolution 1848 bis 1849 in Brüssel. 1848 war er Mitglied des Vorparlaments. 1850 wurde er zum russischen General à la suite ernannt und kam während des Krimkriegs 1854 erneut nach St. Petersburg. Bei der Krönung des Zaren Alexander II. wurde er russischer Generaladjutant, 1864 Generalleutnant. Als Standesherr war er im Besitz eines Mandats in der Ersten Kammer der Württembergischen Landstände. Bis 1863 erschien er jedoch nie persönlich im Landtag in Stuttgart und ließ sich danach meist durch seinen Sohn, den Erbprinzen Nikolaus, vertreten. Politisch ging es Friedrich um die Wahrung seiner standesherrlichen Interessen und er engagierte sich deshalb im Verein der Deutschen Standesherren. Er übernahm als Präsident den Vorsitz des Konsortiums der württembergischen Standesherren.
Neben diesen Interessen in eigener Sache zeigte er sich sehr aktiv in der Sozialpolitik. So gründete er 1848 den Bezirkswohltätigkeitsverein für die Standesherrschaft Hohenlohe-Waldenburg und stand bis zu seinem Tod als Präsident an dessen Spitze. Dank seinem Engagement wurden viele weitere Stiftungen und wohltätige Anstalten gegründet. Dazu zählten 1844 die Wöchnerinnenanstalt in Waldenburg, 1844 die Leopoldinenstiftung in Kupferzell, 1852 die Theresienstiftung, 1854 die Katharinenstiftung, 1854 die Karlsschule für Kleinkinder, 1861 eine Krankenanstalt (namens Leopoldinenpflege) und 1870 der Sanitätsverein für die Opfer des Deutsch-Französischen Krieges.
Zwischen 1850 und 1861 war Friedrich Vormund von Karl und Albert zu Hohenlohe-Bartenstein. Seit 1850 fungierte er als Senior der waldenburgischen Linien und seit 1861 als wirklicher Senior des Gesamthauses Hohenlohe und war Ordensmeister der hohenlohischen Hausorden.

## Heraldiker
Friedrich Karl I. zu Hohenlohe-Waldenburg-Schillingsfürst gilt als bedeutender deutscher Heraldiker und als Begründer der modernen Siegelkunde. Auf dem Gebiet der Heraldik hat er sich durch den wissenschaftlichen Nachweis des heraldischen Pelzwerkes und seiner Bedeutung verdient gemacht. Seine Forschungen legte er in zahlreichen Monographien nieder, die er in dem von Joseph Albrecht, dem hohenlohischen Domänendirektor, herausgegebenen Archiv für hohenlohische Geschichte, in der Zeitschrift des historischen Vereins für das württembergische Franken, in den württembergischen Vierteljahresheften für Landesgeschichte, in der Münchener archivalischen Zeitschrift, im Korrespondenzblatt des Gesamtvereins der deutschen Geschichts- und Altertumsvereine, im Anzeiger des Germanischen Museums in Nürnberg, in den Jahrbüchern des heraldisch-genealogischen Vereins Adler in Wien, im Organ des heraldischen Vereins Herold in Berlin u. a., sowie in manchen Sonderpublikationen veröffentlichte.

## Familie
Friedrich Karl I. Joseph gehörte der römisch-katholischen Kirche an und heiratete am 26. November 1840 in Langenburg Therese (1816–1891), Tochter des Fürsten Franz Joseph zu Hohenlohe-Schillingsfürst, mit der er folgende Kinder hatte:
- Nikolaus (1841–1886), 6. Fürst zu Hohenlohe-Waldenburg-Schillingsfürst

⚭ 1869 Sarah Maria, Prinzessin Esterházy de Galantha
- Viktor (1842–1885), Graf von Waldenburg,

⚭ 1870 Marie Christine Cathérine Baroness van Neukirchen, genannt Nyvenheim
- Alexandra (*/† 1844)
- Friedrich (*/† 1845)
- Friedrich Karl II. (1846–1924), 7. Fürst zu Hohenlohe-Waldenburg-Schillingsfürst,

⚭ 1889 Therese, Gräfin zu Erbach-Fürstenau
- Chlodwig (1848–1929),

⚭ 1. 1877 Gräfin Franziska Esterházy von Galántha;
⚭ 2. 1890 Gräfin Sarolta Mailáth de Székhely
- Karl Egon (1849–1910)
- Therese (1851–1923),

⚭ 1870 Graf Otto von Rechberg und Rothenlöwen zu Hohenrechberg
- Ludwig Gustav (1856–1877).

In den letzten Jahrzehnten seines Lebens wohnte Friedrich Karl fast ausschließlich in seinem Schloss in Kupferzell und starb dort nach langer schwerer Krankheit.

## Werke (Auswahl)
- Zur Geschichte des Fürstenbergischen Wappens, 1860 (Digitalisat)
- Das Wappen der Reichsschenken von Limpurg, 1861
- Ueber die Siegel der Pfalzgrafen von Tübingen, 1862
- Der sächsische Rautenkranz, Stuttgart 1864 (Digitalisat)
- Die deutschen Farben, 1866
- Das heraldische und dekorative Pelzwerk im Mittelalter, Stuttgart 1867/1876 (Digitalisat)
- Über den Gebrauch der heraldischen Helmzierden im Mittelalter, Stuttgart, 1868
- Zur Geschichte des heraldischen Doppeladlers, 1871
- Sphragistisches System zur Classifikation alter Siegel nach ihren vier verschiedenen Haupttypen, 1877
- Die Linde in der Heraldik, in der Sphragistik und als Ornament, 1878
- Ueber Siegelcarenz, 1882
- Sphragistische Aphorismen: 300 mittelalterliche Siegel, 1882 (Digitalisat)
- Ueber gemeinsame Siegel, 1883